# Stampa 3D

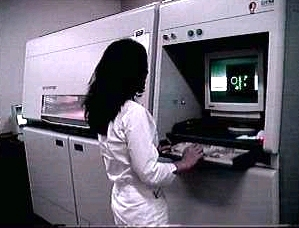
Un laser selettivo di una macchina a prototipazione rapida.

La stampa 3D è un processo di produzione che consente di realizzare oggetti tridimensionali a partire da un modello digitale. È una tecnologia di tipo additivo, nella quale il componente viene costruito mediante la deposizione progressiva di materiale, strato dopo strato, utilizzando diversi metodi e materiali a seconda dell’applicazione.
La stampa 3D è utilizzata in una vasta gamma di settori tra cui: 
- manifatturiero
- medico
- aerospaziale
- architettura
- moda
- prototipazione rapida
- arte

Le sue applicazioni sono in continua espansione, mentre le tecnologie e i materiali impiegati si stanno evolvendo, consentendo la realizzazione di oggetti sempre più complessi e personalizzati.

## Storia
La stampa 3D nasce nel 1986 con la pubblicazione del brevetto di Chuck Hull, inventore della stereolitografia, da lui stesso definita:
A partire dal 1986 la stampa 3D si è evoluta e diversificata grazie all'introduzione di nuove tecniche di produzione e all'impiego di materiali con proprietà meccaniche differenti, favorendone la diffusione in numerosi settori, da quello industriale e sanitario fino all'ambito domestico.
Nel 2006, Sébastien Dion, John Balistreri e altri ricercatori dell'Università statale di Bowling Green avviarono uno studio sull'applicazione delle macchine per la prototipazione rapida in 3D alla realizzazione di oggetti d'arte ceramica. Da questa ricerca derivarono lo sviluppo di polveri ceramiche e di sistemi di legatura che permisero per la prima volta di stampare materiali a base di argilla da un modello digitale e successivamente sottoporli a cottura.
A partire dal 2009, con la scadenza del brevetto relativo alla tecnologia di FDM, il costo delle stampanti 3D si è notevolmente ridotto, rendendole più accessibili alle piccole e medie imprese e favorendone la diffusione anche in ambito ufficio.
Sebbene la prototipazione rapida rappresenti l'impiego principale, le stampanti 3D trovano applicazione anche in numerosi altri settori, tra cui gioielleria, calzature, progettazione industriale, architettura, industria automobilistica, aerospaziale, medica e odontoiatrica.
Nel gennaio 2012 The Pirate Bay annunciò l'introduzione della categoria Physible, dedicata ai file contenenti la descrizione digitale di oggetti tridimensionali destinati alla stampa 3D.
Dal 2018 alcune aziende hanno iniziato a utilizzare la stampa 3D per la produzione in serie. Adidas realizza le suole di un modello di scarpe da corsa mediante la tecnologia CLIP (analoga alla stereolitografia), mentre General Electric produce iniettori metallici per motori aeronautici attraverso la tecnologia EBM (Electron Beam Melting).
Nel novembre 2023, per la prima volta è stata stampata in 3D una mano robotica che integra ossa, legamenti e tendini, combinando materiali rigidi, elastici e morbidi in un unico processo produttivo, grazie a una tecnologia di stampa dotata di scanner laser e sistema di feedback sviluppata dal Politecnico federale di Zurigo in collaborazione con una startup statunitense.

## Caratteristiche
Le stampanti 3D, rispetto a tecniche tradizionali come lo stampaggio a iniezione o altri processi di produzione sottrattiva , risultano in genere più rapide, affidabili e semplici da utilizzare. Consentono inoltre di stampare e assemblare in un unico processo parti costituite da materiali con differenti proprietà fisiche e meccaniche, oltre a permettere la realizzazione di strutture complesse in un solo pezzo, soluzione non sempre ottenibile con le tecnologie convenzionali, e che può risultare economicamente conveniente nelle produzioni di piccola scala.
(The Economist, in un editoriale del 10 febbraio 2011)
Le stampanti 3D sono generalmente costituite da una struttura di base e da diversi moduli ed elementi, spesso intercambiabili. Tra questi rientrano gli attuatori lineari, che consentono il movimento della testina di stampa o del piatto lungo guide lineari a ricircolo di sfere o aste lineari (almeno due per asse), con l'ausilio di boccole oppure profilati dotati di scanalature a V o a T, in combinazione con ruote in poliossimetilene (POM) o policarbonato, talvolta montate su eccentrici per la regolazione. La gestione della macchina è affidata a un circuito elettronico (scheda madre) solitamente a 8 o 32 bit, sebbene esistano anche modelli a 64 bit, controllato da un firmware che governa le funzioni della stampante. I firmware più diffusi sono Marlin e Klipper, ma ne esistono numerosi altri. In alcuni casi è possibile passare da un sistema all'altro, ricompilando il firmware per attivare o disattivare specifiche funzioni, modificare parametri (ad esempio in seguito alla sostituzione di un modulo) o aggiornare le tarature.

### Metodi utilizzati
La stampa 3D, detta anche prototipazione rapida, è una tecnologia additiva che consente di realizzare oggetti tridimensionali strato dopo strato a partire da un modello digitale CAD. Esistono diverse tecnologie di stampa 3D, la cui principale differenza riguarda il metodo con cui vengono prodotti gli strati. Alcuni sistemi impiegano materiali che vengono fusi o ammorbiditi tramite calore, generato ad esempio da una sorgente di radiazione elettromagnetica o da un fascio di elettroni, come nel caso del selective laser sintering (SLS) e della modellazione a deposizione fusa (fused deposition modeling, FDM). Altri processi, invece, depositano materiali liquidi che vengono successivamente solidificati con tecniche differenti, mentre nei sistemi a laminazione sottili strati di materiale vengono tagliati secondo la forma desiderata e poi uniti tra loro.
Ogni metodo di stampa 3D presenta vantaggi e limiti specifici. Alcune aziende produttrici consentono di scegliere tra diversi materiali di stampa, come polveri o polimeri, che costituiscono la base dell'oggetto tridimensionale. Tra i principali fattori considerati nella scelta della tecnologia o della stampante 3D vi sono la velocità di stampa, il costo del prototipo, il prezzo della macchina, la disponibilità di materiali, le colorazioni e altre caratteristiche operative.
Nel Digital Light Processing (DLP), una vasca contenente polimero liquido viene solidificata mediante l'esposizione alla luce emessa da un proiettore DLP in condizioni di luce inattinica. La piattaforma di costruzione si muove quindi verso il basso in piccoli incrementi e il polimero liquido viene nuovamente esposto alla luce, ripetendo il processo strato dopo strato fino al completamento del modello. Successivamente il polimero residuo viene drenato dalla vasca, lasciando l'oggetto solido. Esempi di sistemi di prototipazione rapida basati su DLP includono lo ZBuilder Ultra e la 3DL Printer.

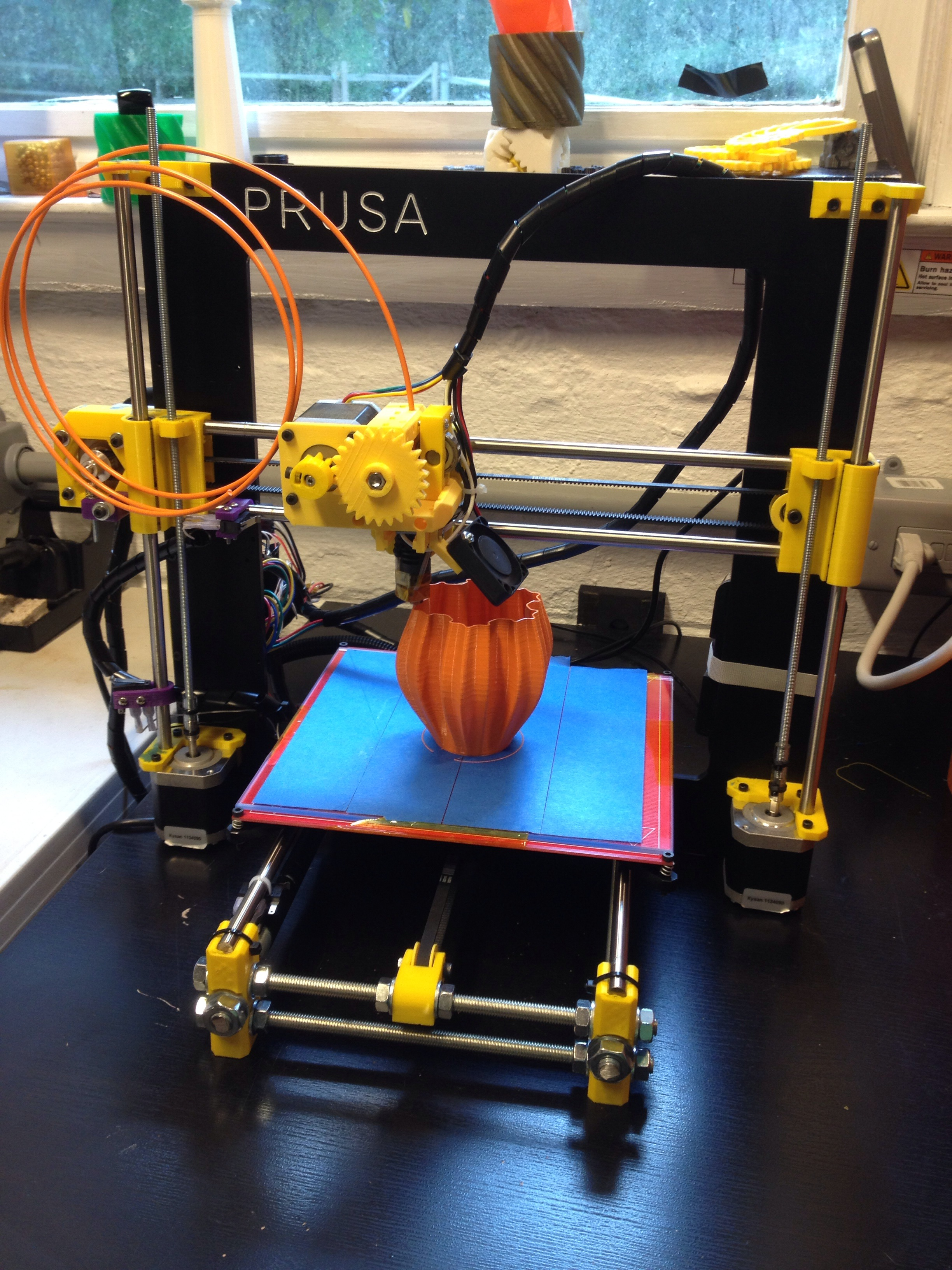
Stampante 3D FDM

La modellazione a deposizione fusa (FDM) deriva da tecnologie storicamente impiegate, ad esempio, nella saldatura di fogli plastici, nell'incollaggio a caldo e nell'applicazione automatizzata di guarnizioni polimeriche. Nei primi anni '80, Hideo Kodama e successivamente S. Scott Crump adattarono questa tecnologia a una struttura cartesiana. Alla scadenza del brevetto, la tecnologia FDM divenne disponibile commercialmente grazie alla società Stratasys.

Animazione di una stampa FDM o FFF

Il metodo FDM è basato su un ugello che deposita un polimero fuso strato dopo strato per creare la geometria del pezzo. I polimeri più conosciuti che vengono utilizzati col metodo FDM sono il PLA (Acido poli lattico) e l'ABS (Acrilonitrile butadiene stirene). Il PLA viene estruso normalmente a una temperatura di fusione variabile fra i 180 °C e i 220 °C, mentre l'ABS fra i 220 °C e i 250 °C. Al contrario dell'ABS il PLA non emette fumi potenzialmente dannosi quando viene fuso ed estruso. Gli oggetti stampati in ABS sono meno fragili, maggiormente resistenti alle alte temperature e più flessibili degli oggetti stampati in PLA.
Un altro approccio è il Selective Laser Sintering (SLS), che consiste nella fusione selettiva di un materiale in polvere disposto su un letto granulare. In questa tecnologia, la polvere non fusa funge da supporto naturale per sporgenze e pareti sottili, riducendo la necessità di strutture ausiliarie temporanee. Il materiale viene generalmente sinterizzato mediante un laser per formare l'oggetto solido. Varianti di questa tecnica includono l'SLS e il Direct Metal Laser Sintering (DMLS), quest'ultima utilizzata per la lavorazione di metalli. 
Infine, le configurazioni ultrasottili possono essere realizzate mediante la tecnica di microfabbricazione 3D basata sulla fotopolimerizzazione a due fotoni. In questo approccio, l'oggetto tridimensionale desiderato viene definito all'interno di un blocco di gel tramite un laser focalizzato. Il gel si solidifica nei punti colpiti dal laser grazie alla natura non lineare della foto-eccitazione, mentre il materiale residuo viene successivamente rimosso. Questa tecnologia permette di produrre facilmente strutture con dimensioni inferiori ai 100 nm, comprese geometrie complesse come parti mobili e intrecciate.
Diversamente dalla stereolitografia, la stampa 3D mediante Binder Jetting è ottimizzata per velocità, basso costo e facilità d'uso, risultando particolarmente adatta alla visualizzazione di modelli nelle fasi concettuali della progettazione ingegneristica e nei primi stadi del collaudo funzionale. Non richiede l'uso di sostanze chimiche tossiche come quelle impiegate nella stereolitografia, e la finitura post-stampa è minima: è sufficiente rimuovere la polvere circostante soffiando delicatamente. Gli oggetti prodotti con polvere legata possono essere ulteriormente rinforzati tramite impregnazione con cera o polimeri termoindurenti. Nell'FDM è possibile rinforzare le parti inserendo materiali metallici all'interno dei pezzi sfruttando l’assorbimento per capillarità.

### Taratura

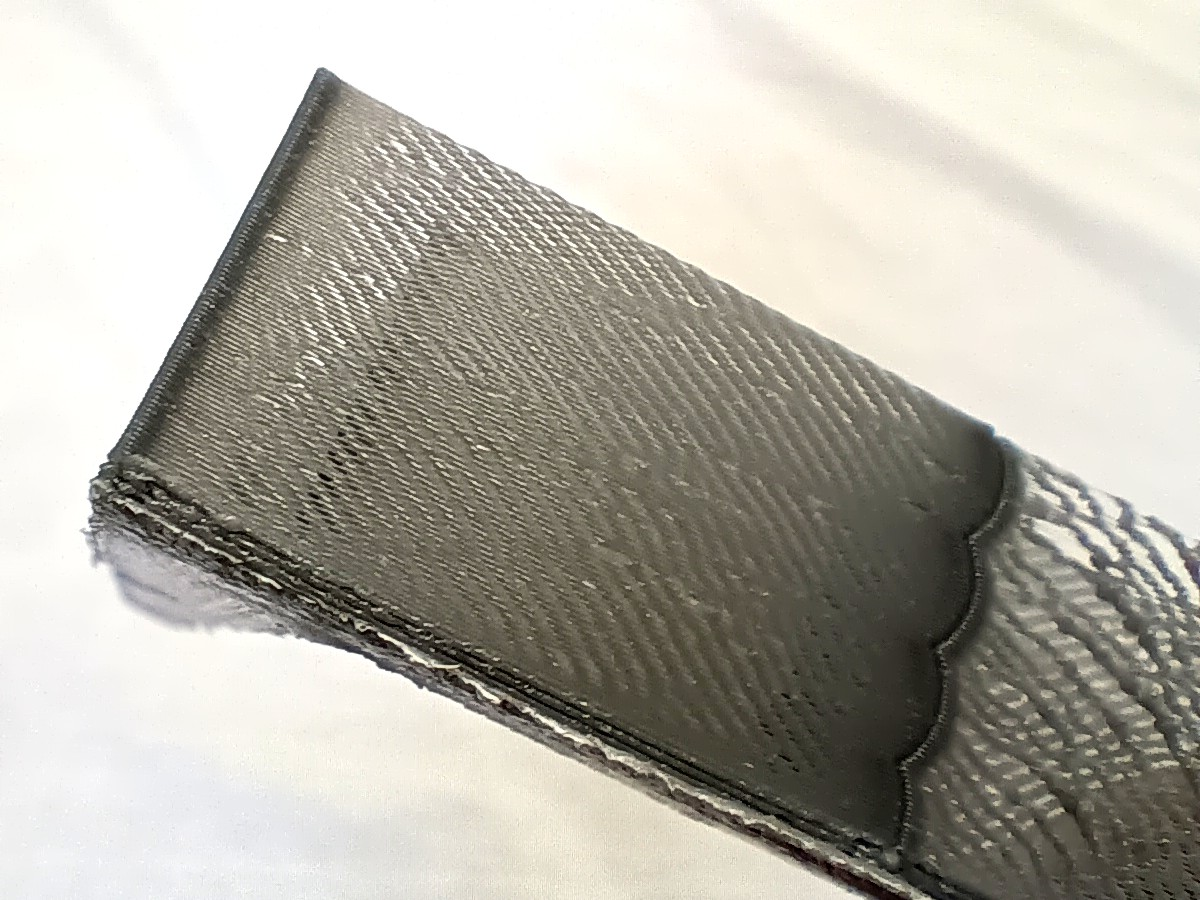
Risulta evidente la sottoestrusione alla velocità di stampa massima e al termine della fase di accelerazione della testina di deposizione nella stampa di tipo MEX/FFF/FDM

Prima dell'uso, le stampanti 3D devono essere tarate e testate per evitare problemi quali riproduzione dimensionale errata, sottoestrusione o sovraestrusione, scarsa adesione tra gli strati e altri difetti. Le procedure di taratura variano a seconda della tecnologia di stampa utilizzata, ma in generale comprendono la regolazione degli assi delle parti in movimento, la verifica della planarità del piatto di costruzione e prove di controllo dimensionale sui pezzi prodotti.
Prima di avviare il processo di taratura è necessario verificare l'assemblaggio e i giochi meccanici tra gli assi, che da soli possono compromettere la funzionalità della stampante.
Lo stesso controllo va effettuato sul piano di stampa, che deve essere livellato. Nelle stampanti MEX/FFF questo avviene manualmente tramite le quattro ruote di regolazione, mentre nelle stampanti a resina il piano può essere regolato mediante fermi o, in alcuni modelli, in modo automatico. Alcuni sistemi prevedono la correzione delle deformazioni del piano tramite misurazioni su più punti (ad esempio un reticolo 3×3 o maggiore) e la successiva regolazione dello Z-Offset, operazione particolarmente utile quando si sostituisce la testina di estrusione o solo l'ugello.
Per le stampanti del tipo MEX (estrusione di materiale), la taratura prosegue con la verifica della correttezza dell'estrusione del filamento e degli spostamenti degli assi. Tutte le misure sono espresse in passi/mm e le correzioni si effettuano confrontando le misure reali con quelle desiderate, apportando le proporzioni necessarie. Le prove devono essere eseguite utilizzando strumenti di precisione, come comparatori e calibri. Una volta determinati i valori corretti dei passi/mm, essi vanno impostati nella stampante tramite il menù di configurazione o aggiornando il firmware; in alternativa, il software di stampa può caricare automaticamente i valori corretti ad ogni stampa. La prima verifica riguarda l'estrusore (generalmente identificato come "E"), che viene testato facendo scorrere a bassa velocità circa 10–15 cm di filamento in aria. Per determinare la corretta temperatura dell'estrusore, il filamento va inizialmente spinto manualmente attraverso l'ugello, partendo dalle temperature consigliate dal produttore. Successivamente, la temperatura può essere adattata in base alla facilità di estrusione e, se necessario, testata mediante una torre di temperatura. Successivamente, è necessario verificare la corretta gestione della stampante da parte del software di slicing, effettuando una prova di stampa del filamento tramite un cubo vuoto a singola parete (vase mode o stampa a spirale). Si procede poi con la verifica degli assi X, Y e Z tramite un cubo liscio. Per migliorare la precisione dimensionale, soprattutto agli spigoli o in corrispondenza di cambi di traiettoria, può essere abilitata la funzione di Linear Advance, che compensa l'effetto elastico del filamento tra estrusore e testina calda. Il movimento della testina non passa istantaneamente da una velocità all'altra, ma segue parametri definiti come jerk o junction deviation per l'avvio istantaneo del movimento, seguiti dall'accelerazione in mm/s² per raggiungere la velocità desiderata. Questi fattori possono generare vibrazioni che limitano le prestazioni della macchina se non compensate dall'algoritmo di input shaper. Infine, si eseguono prove di incastro per verificare la corretta gestione dei perimetri e, se necessario, correggere nel software di slicing il parametro di espansione orizzontale dei fori.
Le stampe effettuate a velocità differenti possono presentare difetti di sotto- o sovraestrusione, poiché l’estrusore che spinge il filamento nella testina calda (hotend) non risponde in modo lineare alle variazioni di velocità di estrusione. Ciò tende a provocare sotto-estrusione alle velocità più elevate. Per ridurre questi problemi si adottano diverse strategie, tra cui il controllo lineare del filamento, che verifica la quantità effettivamente estrusa, o il pilotaggio non lineare dell’estrusore, che applica fattori di correzione all’azionamento in funzione delle diverse velocità di estrusione.
Per le stampanti a resina, invece, è necessario eseguire un test di esposizione per verificare come polimerizza il materiale e determinare il tempo di esposizione ottimale, bilanciando la solidificazione sufficiente per la resina con la massima conservazione dei dettagli tra bassorilievi e altorilievi.
Alcuni algoritmi di gestione della stampante possono risultare particolarmente impegnativi per la scheda di controllo, per cui alcune funzionalità vengono gestite direttamente dal software di laminazione, alleggerendo la CPU della stampante. Un esempio è il Coasting o Wipe before retracting, che controlla l’ultima parte di estrusione di una linea, svolgendo in parte la stessa funzione del Linear Advance. Tuttavia, più funzioni vengono spostate sul software di laminazione, maggiore sarà la dimensione del codice G generato per la stampa.

## Difetti di stampa, finitura superficiale e post-produzione

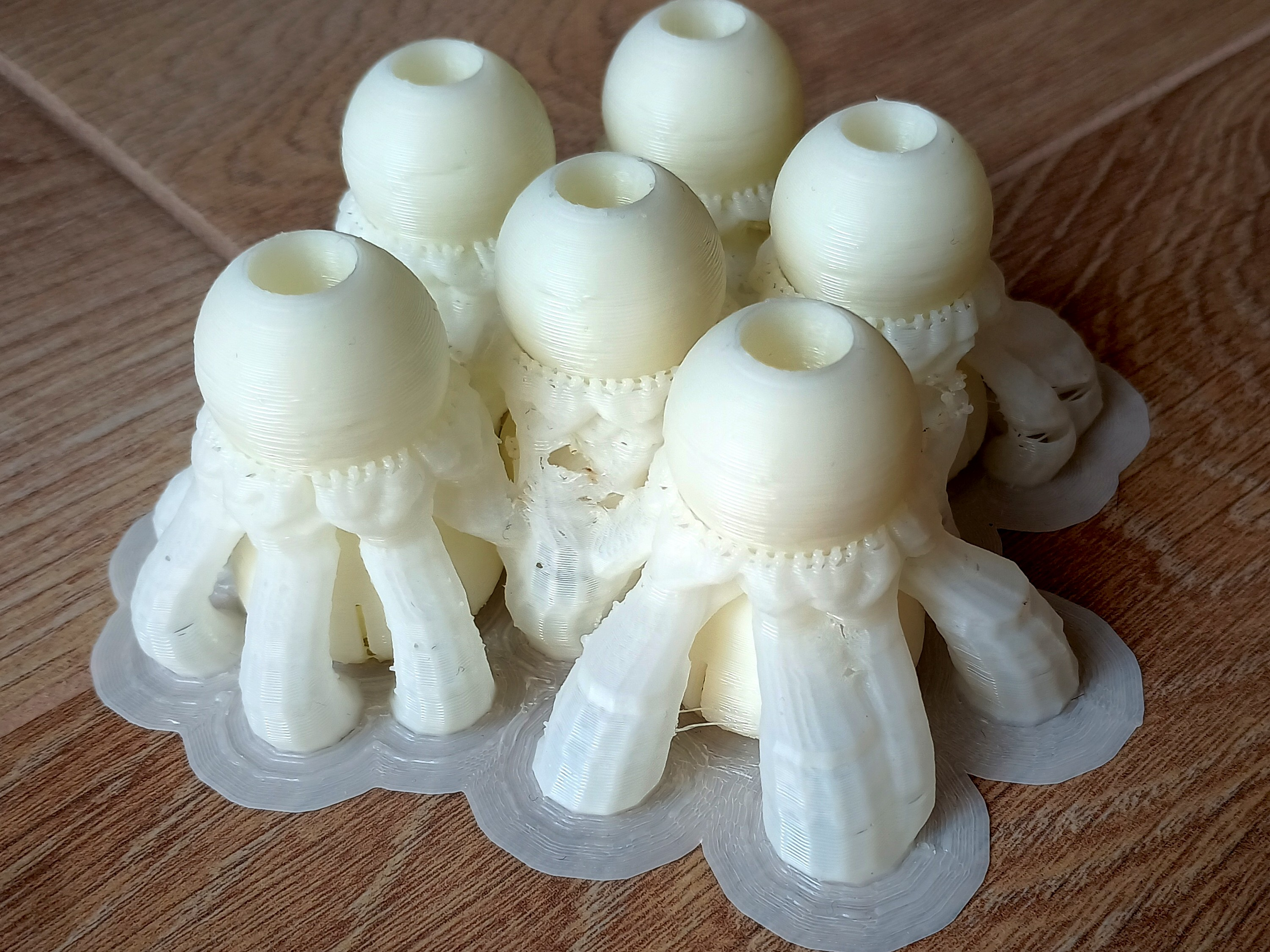
Stampa di più pezzi con skirt e supporti ad albero

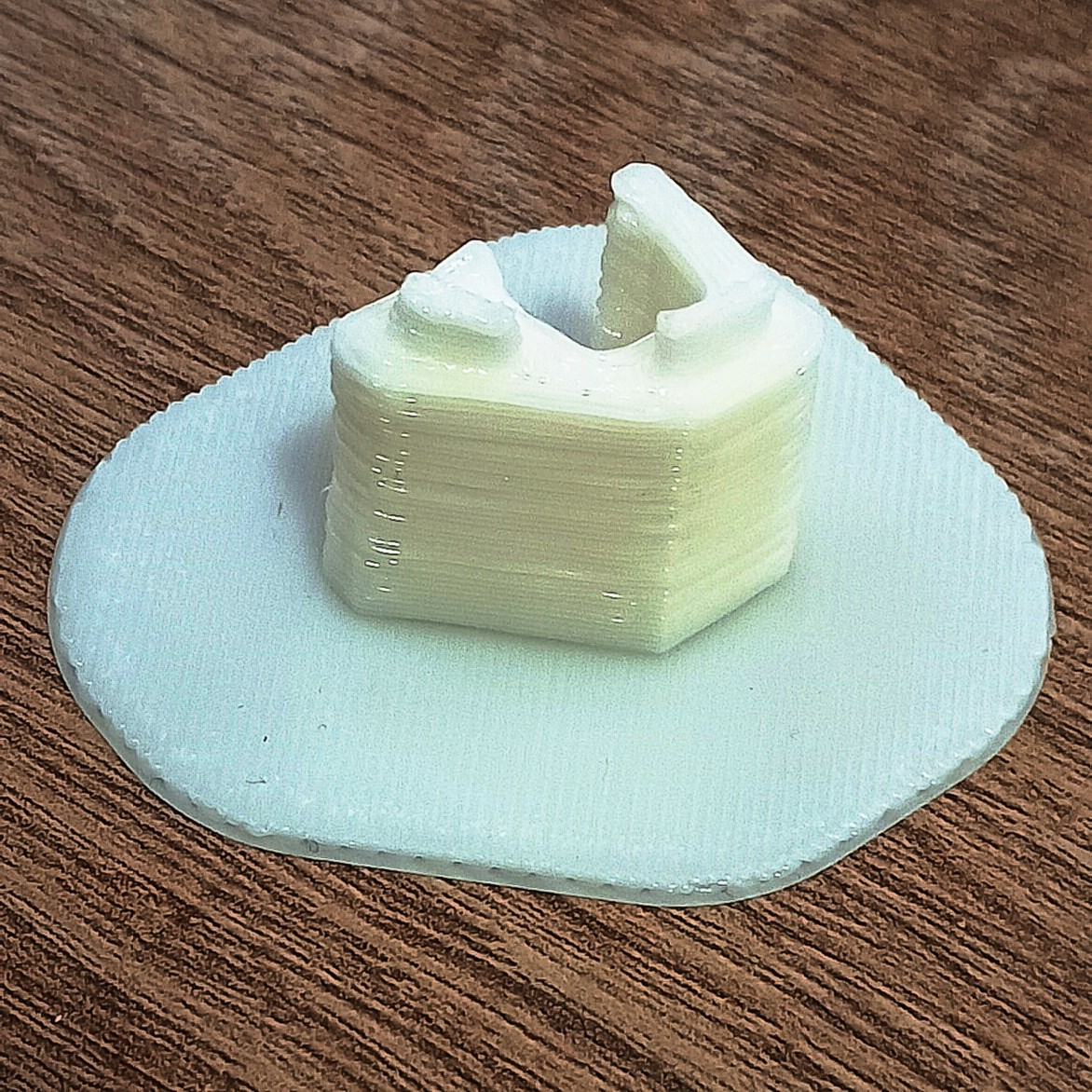
Stampa su raft che mostra la deformazione da calore tipica della stampa di singoli pezzi piccoli

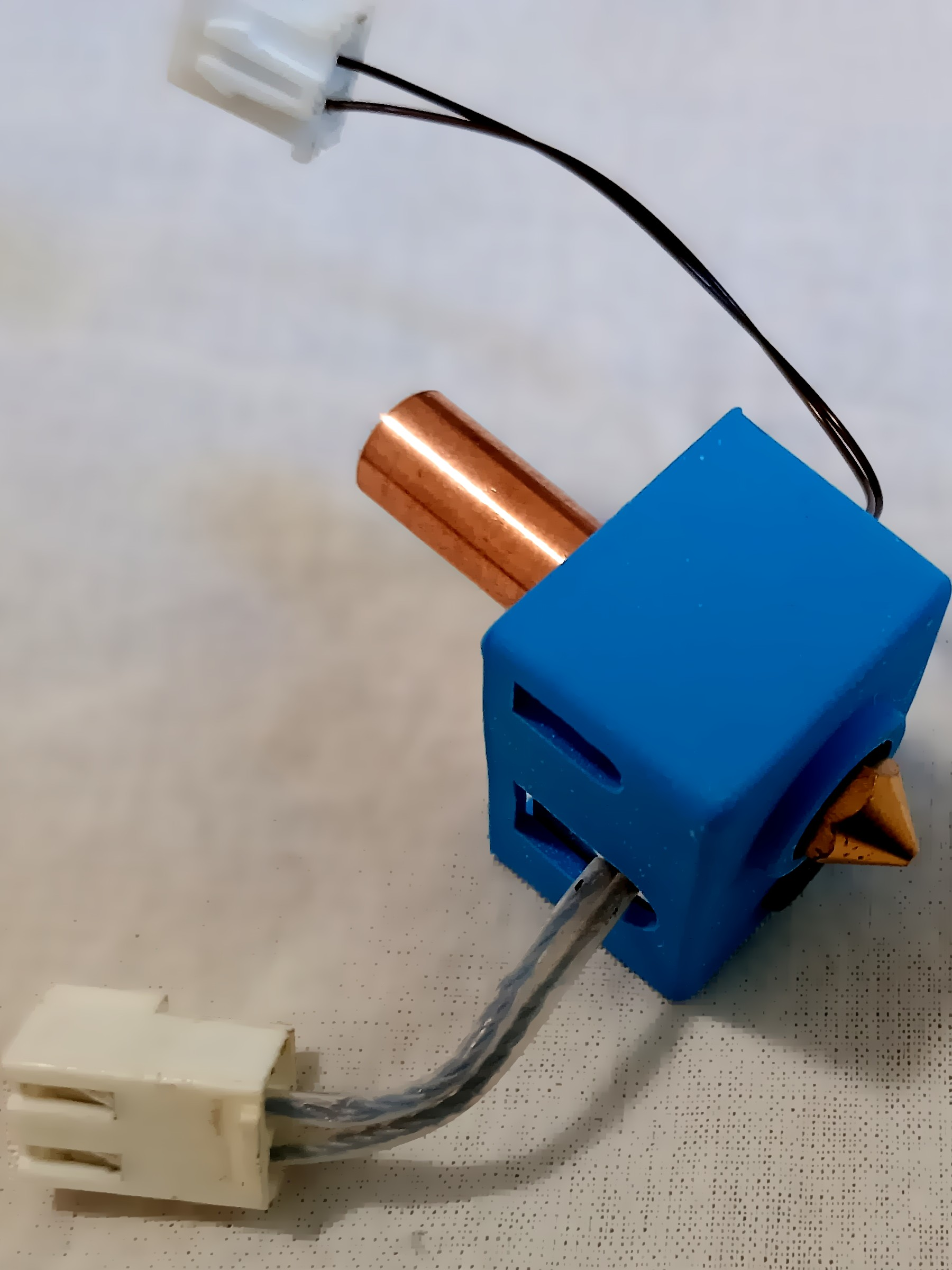
Testina riscaldante (hotend) dotata di calza isolante in silicone colorato

Difetto della zampa d'elefante

## Problemi di stampa

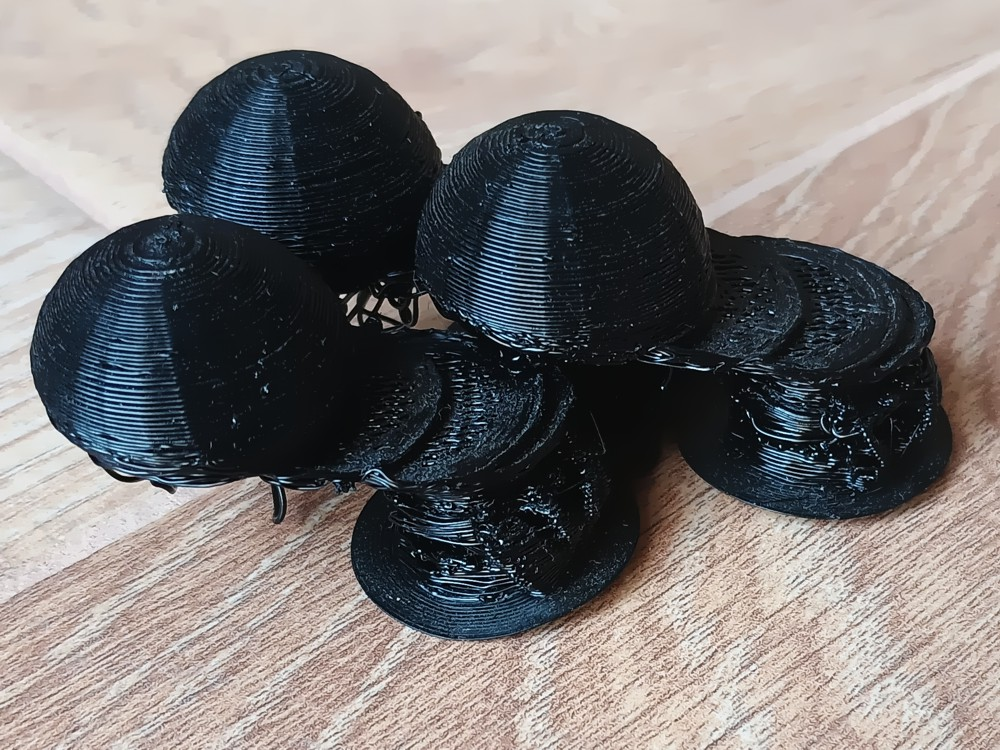
Scostamento tra strati (layer shifting)

## Scarti e riciclo

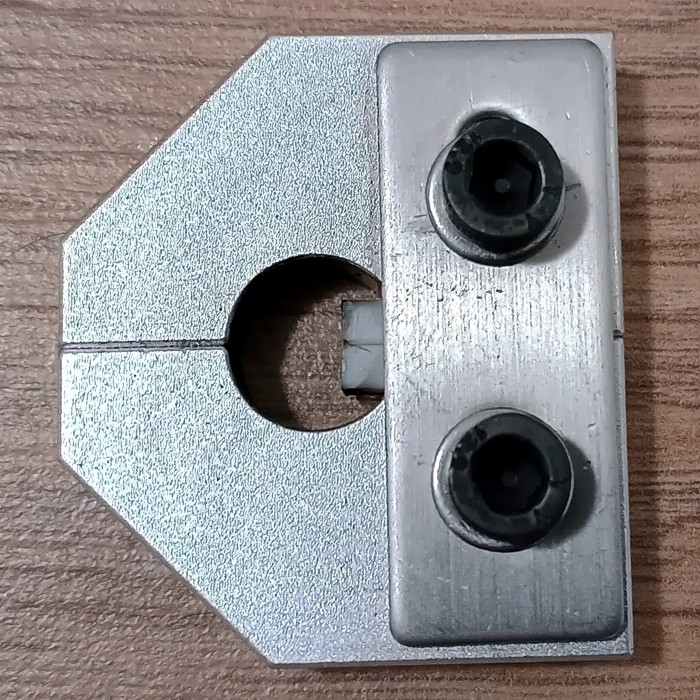
Strumento per giuntare i monconi dei filamenti per la stampa 3D

### Camera di lavoro
La camera di lavorazione può essere aperta o chiusa, e nel caso di camere chiuse il riscaldamento può essere attivo o passivo. Alcuni materiali o tipologie di stampa richiedono una camera chiusa per garantire la corretta lavorazione, mentre altri prediligono una camera aperta. Quando la camera è chiusa, è possibile un migliore controllo della temperatura interna, particolarmente utile quando è necessario mantenere una temperatura minima relativamente alta per ridurre le distorsioni dei pezzi. Il riscaldamento passivo sfrutta il calore del piatto di stampa e della testina calda (hotend), mentre nei sistemi a riscaldamento attivo la camera dispone di un sistema dedicato per mantenere la temperatura desiderata.
Le camere di lavoro chiuse possono essere realizzate anche su stampanti originariamente progettate con camera aperta. Esistono sia soluzioni ufficiali fornite dai produttori sia soluzioni artigianali, più o meno complesse, realizzate dagli utenti.

### Ventilazione

Effetti della ventilazione sulla stampa

La ventilazione è un parametro fondamentale nella stampa 3D, in quanto consente di solidificare lo strato depositato prima della posa di quello successivo. In questo modo si ottiene una maggiore precisione dimensionale ed è possibile evitare che il materiale, ancora semifluido e non sufficientemente cristallizzato, venga deformato dagli spostamenti dell’ugello di deposizione. La ventilazione viene inoltre sfruttata per alcune funzioni specifiche, come la realizzazione di ponti o di sbalzi particolarmente pronunciati senza ricorrere ai supporti.
La ventilazione diventa sempre più importante all’aumentare della velocità di stampa e al diminuire dell’area del singolo strato, poiché si riduce il tempo disponibile per la solidificazione e la cristallizzazione del materiale depositato. Un raffreddamento adeguato è quindi essenziale, ma deve essere attentamente gestito in base al materiale utilizzato: in alcuni casi è necessario limitare o controllare la ventilazione, preferendo una camera di lavoro chiusa per evitare flussi d’aria indesiderati che potrebbero raffreddare in modo non uniforme il pezzo e comprometterne la qualità.

### La risoluzione
La risoluzione di una stampante 3D è espressa in spessore degli strati e in risoluzione X-Y, solitamente misurata in dpi. Lo spessore degli strati è generalmente compreso tra i 250 e i 10 micrometri (0,25–0,01 mm), e può essere costante per tutta la stampa o variare tra gli strati a seconda del programma di stratificazione; in alcuni casi può variare anche all’interno dello stesso strato. La risoluzione X-Y, invece, è paragonabile a quella delle stampanti laser.
Nel metodo FDM la risoluzione media (e più comunemente utilizzata) è di 0,2 mm. Essa dipende anche dal diametro dell’ugello, poiché lo spessore massimo non dovrebbe superare l’80% del suo diametro. Minore è lo spessore dello strato, maggiore è la risoluzione, ma più lunghi diventano i tempi di stampa. Analogamente, l’uso di ugelli con diametro ridotto consente di ottenere più dettagli lungo gli assi X-Y, a scapito della velocità di produzione. In FDM, ad esempio, risoluzioni di 0,3–0,4 mm sono considerate basse, mentre valori compresi tra 0,05 e 0,1 mm rientrano tra le risoluzioni molto alte.

### Riempimento
Una caratteristica importante delle stampe 3D è il riempimento (in inglese infill), ovvero il reticolato interno che viene realizzato strato dopo strato all’interno dell’oggetto. Esistono diversi schemi di riempimento tra cui scegliere: uno dei più comuni è quello a griglia (rectilinear), formato da quadrati regolari; un altro è quello esagonale (honeycomb), detto anche “nido d’ape”, costituito da esagoni adiacenti; infine, un esempio più complesso è il gyroid, un reticolato tridimensionale di superfici minime periodiche, caratterizzato da linee ondulate che si intrecciano, utilizzato anche in scienza dei materiali per le sue proprietà di resistenza e leggerezza. L’aspetto più rilevante del riempimento è la percentuale di infill, che può variare da 0% (oggetto completamente vuoto) a 100% (oggetto pieno). Una percentuale elevata aumenta la robustezza del pezzo ma anche i tempi e i consumi di stampa; al contrario, una percentuale bassa riduce notevolmente l’uso di materiale e il tempo necessario. Nella stampa FDM, un valore compreso tra il 20% e il 25% rappresenta in genere un buon compromesso tra resistenza e risparmio. A stampa ultimata il riempimento non è visibile, poiché gli strati superiori e inferiori vengono realizzati in modo completamente solido, garantendo così una superficie esterna uniforme.

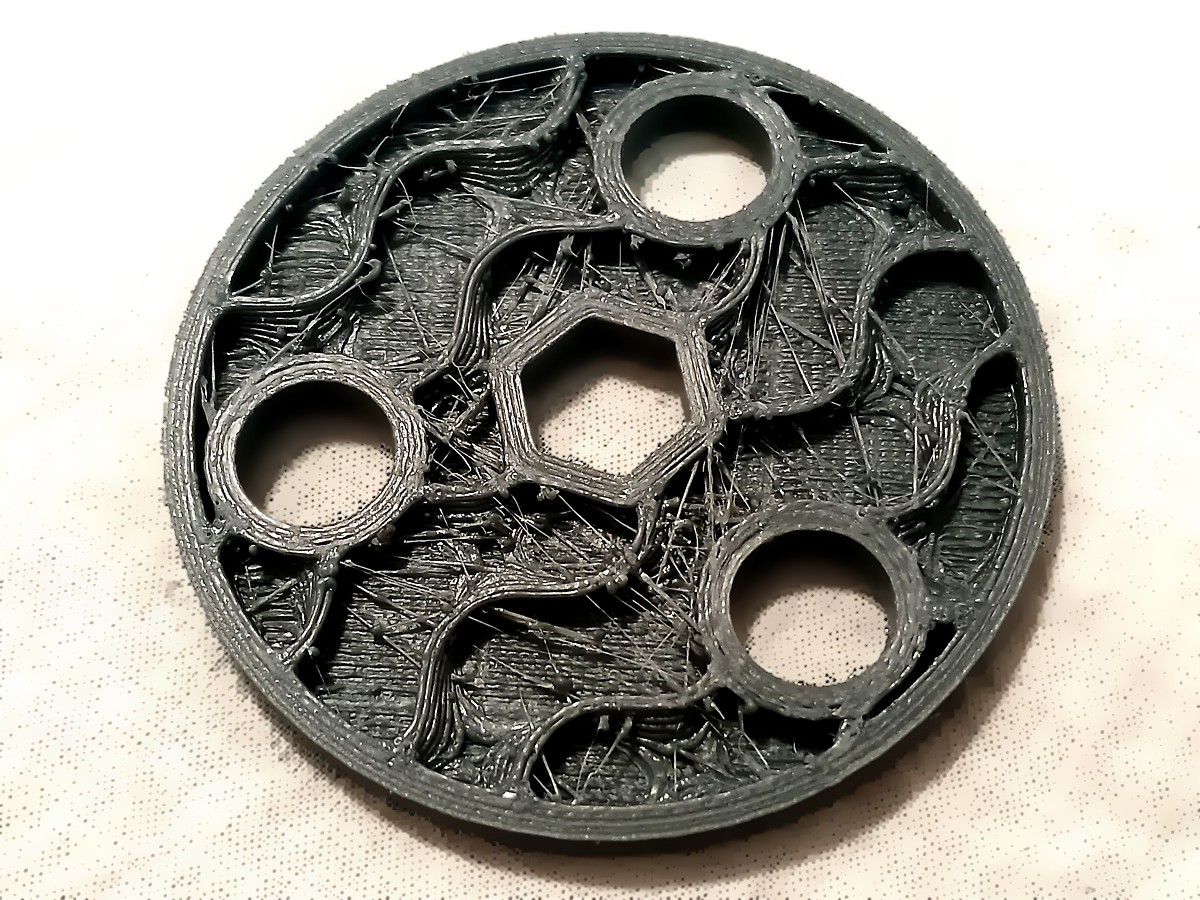
Esempio di riempimento realizzato con linee doppie congiunte agli estremi e con linee di guscio aggiuntive; il riempimento presenta il difetto dello stringing, in quanto non vengono applicati gli stessi accorgimenti previsti per le pareti esterne.

Il riempimento può essere regolato tramite numerosi parametri. Tra questi rientrano, ad esempio, il numero di linee, la modalità con cui esse vengono congiunte, l’eventuale utilizzo del riempimento come supporto per i bordi dei piani superiori o per la creazione di pareti aggiuntive con impostazioni diverse da quelle del guscio. In alcuni casi è possibile impiegare anche una risoluzione (altezza dello strato) differente rispetto a quella del guscio, con il vantaggio di ridurre i tempi di stampa e gli spostamenti della testina. Tali parametri influenzano non solo la resistenza meccanica complessiva del pezzo, ma anche la qualità della superficie esterna, in particolare degli strati superiori.

### Il guscio
La parte esterna del pezzo («guscio») è formata da pareti esterne e interne (perimetri) e dagli strati superiori e inferiori (strati pieni); ciascun elemento dispone di parametri di stampa specifici che contribuiscono a ottenere superfici uniformi e una struttura solida.
Lo spessore delle pareti è determinato dalle esigenze di resistenza del pezzo finale, dal materiale utilizzato, dai tempi di stampa e dal diametro dell'ugello di estrusione.
Il guscio può essere liscio oppure presentare una trama più o meno complessa, definita dal programma di modellazione. Il programma di laminazione (slicer) può riprodurre fedelmente tale superficie oppure generare, nello strato più esterno, una tramatura irregolare («fuzzy skin»), che conferisce un aspetto ruvido e discontinuo. Questa tecnica permette di mimetizzare i segni degli strati e alcuni difetti di stampa, oltre a rendere più realistici i modelli che riproducono animali con pelliccia.

### Piano di stampa
Il piano di stampa è un componente presente in tutte le stampanti 3D e può avere forma quadrata, rettangolare o circolare a seconda del modello. Nelle stampanti di tipo MEX (Material Extrusion) riveste un ruolo particolarmente importante, poiché le caratteristiche del piano influenzano l’adesione del materiale, le temperature raggiungibili e i materiali compatibili. I piatti di stampa possono essere realizzati in diversi materiali (alluminio, acciaio, vetro, vetro borosilicato) e presentare superfici differenti (lisce, microforate, satinate).
 
Il piano può inoltre essere rivestito con un secondo piatto removibile, che modifica le proprietà di adesione grazie al materiale e alla finitura superficiale (ad esempio PEI liscio, testurizzato o satinato, lastra microforata). I piatti removibili, essendo flessibili, consentono di staccare facilmente l’oggetto stampato, mentre i piatti rigidi richiedono generalmente un raffreddamento prima del distacco del pezzo.
In alcune situazioni, con specifiche combinazioni di piatto di stampa e materiali, è necessario utilizzare colla stick, spray, lacche o nastro adesivo di diverso tipo (plastica, carta, Kapton, ecc.) per garantire una corretta adesione del materiale estruso al piatto.

### Adesione

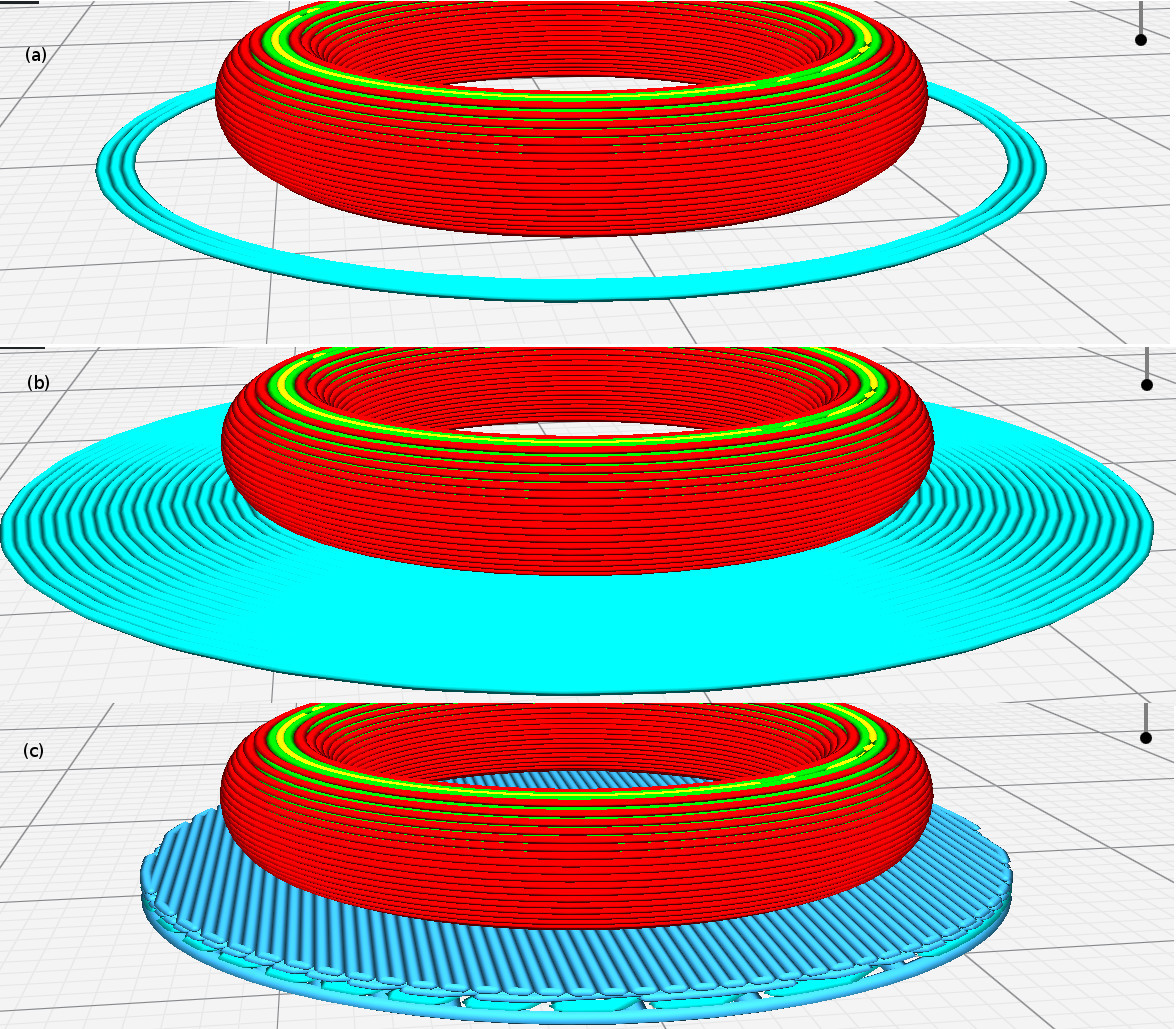
Con questa immagine è possibile vedere i vari sistemi di adesione generati dai programmi di stratificazione

Per la stampa di alcuni modelli può essere necessario utilizzare supporti o sistemi di adesione, che consentono di realizzare forme più complesse e ampliano significativamente le possibilità di stampa.
I sistemi di adesione svolgono funzioni differenti. Lo «Skirt» consiste in un contorno intorno al pezzo, che permette di avviare correttamente l’estrusione del materiale e di verificare la calibrazione del piano di stampa. Il «Brim» è un’estensione del primo strato, costituita da più perimetri, che migliora l’adesione del pezzo al piano. Il «Raft» crea invece un’impalcatura sotto il modello, isolandolo dal piatto riscaldato; questa soluzione migliora la precisione dimensionale dei pezzi e riduce difetti legati all’adesione e alle variazioni di temperatura.

### Supporti
I supporti consentono di realizzare quelle parti dei modelli che altrimenti sarebbero in-stampabili, poiché l’estrusione del materiale avverrebbe in aria senza una base di appoggio. Inoltre, facilitano la stampa di elementi con sbalzi pronunciati, che altrimenti potrebbero presentare difetti nella deposizione del materiale.
I supporti generati dai programmi di stratificazione possono avere forme e strutture differenti, dalle linee rette o colonne fino a configurazioni più complesse, come lo sviluppo ad albero. Alcuni supporti sono progettati per essere più facili da rimuovere, grazie alla distanza dal modello finito, all’impiego di materiali che non aderiscono tra loro o all’uso di supporti idrosolubili. Il materiale utilizzato per la loro realizzazione varia a seconda del tipo di supporto. L’estensione dei supporti può essere regolata in base a parametri come l’inclinazione minima necessaria per sostenere il modello o la superficie minima da supportare. Alcuni programmi consentono inoltre di definire manualmente le parti del modello da supportare o, in caso di stampe con più oggetti, di selezionare su quali modelli applicare i supporti automatici.
Allo stesso modo, i supporti possono essere generati a partire da qualsiasi superficie del modello 3D oppure esclusivamente dal piatto di stampa; in quest’ultimo caso si riduce l’impatto sulla qualità superficiale del pezzo. Per alcune parti del modello è possibile utilizzare un supporto del tipo «interfaccia di supporto», particolarmente indicato quando parte dello strato viene stampata nel vuoto, cioè senza contatto diretto con il modello. In questo caso, il supporto termina (o inizia, se generato dal modello 3D) con una superficie compatta, che massimizza il sostegno e migliora la precisione dimensionale e l’uniformità della superficie, anche se può rendere più difficile la rimozione del supporto stesso.

### Il procedimento di stampa
Per stampare un oggetto in 3D occorre un modello digitale, solitamente realizzato con software di modellazione tridimensionale come AutoCAD, Blender, FreeCAD, Fusion 360 e OpenSCAD. In alternativa, è possibile acquisire un modello tramite uno scanner 3D, così da replicare l’oggetto desiderato. Una volta completata la modellazione, il file viene salvato in formato STL (o in altri formati compatibili) e successivamente importato in un software di stratificazione.
Questi programmi, disponibili sia come software open source sia come soluzioni proprietarie, convertono il modello tridimensionale in istruzioni per la stampante 3D. Tra i più diffusi vi sono Cura, Slic3r e Repetier-Host . All’interno dello slicer  è possibile configurare i parametri della stampante e della stampa, che variano a seconda del materiale utilizzato e delle caratteristiche desiderate del manufatto. Tra i principali si trovano la velocità di stampa, la ventilazione, la temperatura dell’estrusore, del piano e, se presente, della camera di stampa. Altri parametri riguardano soprattutto la qualità finale e la geometria dell’oggetto, come lo spessore dello strato (layer), la densità e il tipo di riempimento (infill), nonché l’eventuale utilizzo di supporti.

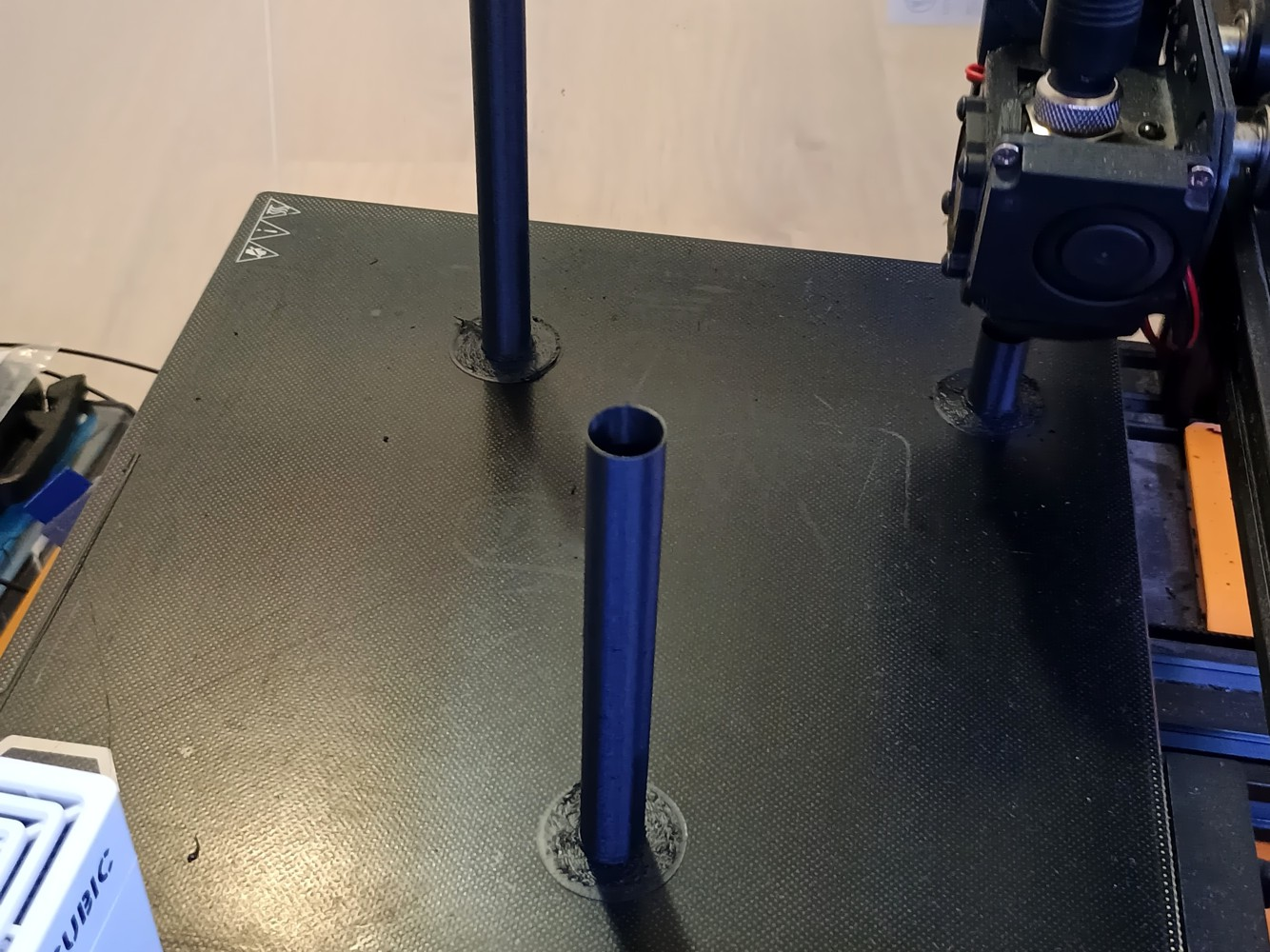
Stampante 3D con sequenza di stampa "uno alla volta": viene realizzato un singolo oggetto per volta durante un'unica fase di stampa

In molti casi è possibile scegliere se stampare più pezzi durante un unico processo di stampa, occupando così l’intera area del piatto. A seconda della stampante 3D e del software utilizzato, si può decidere la modalità di sequenza: stampare tutti i pezzi contemporaneamente, strato dopo strato, oppure realizzare un oggetto alla volta. In quest’ultima modalità è necessario disporre con attenzione i modelli sul piano, per evitare collisioni tra i pezzi già completati e le parti mobili della macchina. Dopo aver impostato i parametri di stampa e definito il numero e la disposizione degli oggetti, il modello viene elaborato e salvato in un formato interpretabile dalla stampante 3D, solitamente il G-code.

I programmi di stratificazione possono includere funzioni più o meno avanzate, talvolta estendibili tramite plugin. Con le stampanti basate su FDM (note anche come FFF o MEX), tali funzionalità permettono ad esempio di inserire elementi come calamite, viti o dadi mediante pause programmate, oppure di eseguire manualmente un cambio di filamento, consentendo così la variazione di colore o di materiale. Alcuni sistemi prevedono la gestione multicolore con una singola testina, tramite cambio e spurgo automatico del filamento (con colori diversi ma stesso materiale). Altri sistemi multimateriale a doppia testina consentono non solo di utilizzare colori differenti, ma anche materiali diversi. In alcuni modelli a doppia testina, le testine possono operare in modo indipendente, rendendo possibile la realizzazione contemporanea di due oggetti separati.

### Lavorazioni di fine processo
Una volta eseguita la stampa, il pezzo può richiedere alcune lavorazioni successive, come la rimozione dei supporti o dei residui di adesione utilizzati durante la realizzazione.
Alcune tecnologie, come la stampa a resina, prevedono sempre delle fasi di post-produzione. In particolare, il pezzo stampato in resina necessita di un primo lavaggio, manuale o automatizzato, che può avvenire con alcol isopropilico oppure con acqua (a seconda del tipo di resina). Dopo la pulizia dell’eccesso di materiale, può essere necessaria un’ulteriore polimerizzazione finale, utile a completare la solidificazione e a garantire le proprietà meccaniche e superficiali previste dal materiale utilizzato.

## Applicazioni e utilizzo
La stampa 3D trova applicazione nella visualizzazione di modelli, nella prototipazione rapida e nella progettazione CAD, nella produzione di apparecchiature o di componenti destinati alla fabbricazione e all’assemblaggio, nella realizzazione di utensili e contenitori, nella personalizzazione di massa, nella colata dei metalli, in architettura, nell’istruzione, nella geotecnica e nelle scienze spaziali, nel settore sanitario, nonché nei campi dell’intrattenimento e del commercio al dettaglio.
Altre applicazioni comprendono la ricostruzione di fossili in paleontologia, la replica di manufatti antichi e di pregio in archeologia, la ricostruzione di ossa e di parti del corpo in medicina legale e la riproduzione di prove gravemente danneggiate nelle indagini sulla scena del crimine. Mediante specifici processi di scansione e stampa 3D è inoltre possibile riprodurre beni culturali.
La tecnologia della stampa 3D è attualmente studiata da aziende e istituti di ricerca in biotecnologia per il possibile impiego nelle applicazioni di ingegneria tissutale, in cui organi e parti del corpo vengono costruiti mediante tecniche simili a quelle a getto d’inchiostro. Strati di cellule viventi vengono depositati su un supporto gelatinoso e accumulati progressivamente per formare strutture tridimensionali. Per indicare questo campo di ricerca sono stati utilizzati diversi termini, tra cui stampa organica, biostampa e ingegneria tissutale assistita da elaboratore.
Più recentemente è stato proposto l’impiego della stampa 3D per finalità artistiche. In questo ambito gli artisti hanno utilizzato le stampanti 3D in diverse modalità.
Grazie alle stampanti 3D è stato possibile realizzare anche abitazioni ecologiche, come Villa Asserbo in Danimarca, situata a circa 60 km a nord di Copenaghen. Il progetto, sviluppato dallo studio di architettura danese Eentileen, è stato realizzato inserendo i modelli digitali dell’edificio in una stampante CNC dotata di un trapano delle dimensioni di una stanza. In questo modo è stato possibile completare la costruzione in sole quattro settimane, utilizzando 820 fogli di compensato proveniente da foreste certificate finlandesi.
L'uso delle tecnologie di scansione 3D consente la replica di oggetti reali senza l'utilizzo delle tecniche di stampaggio, che in molti casi possono essere più costose, più difficili, o anche più invasive da eseguire; particolarmente con preziosi o delicati manufatti dei beni culturali dove il contatto diretto delle sostanze di stampaggio potrebbe danneggiare la superficie dell'oggetto originale.
Esistono anche stampanti 3D in grado di utilizzare materiali additivi. Questo tipo di stampanti può avere un impatto positivo sull’ambiente, poiché permette di produrre cibo in autonomia, riducendo le emissioni di carbonio associate al trasporto di beni alimentari. A questo proposito, due giovani canadesi, Charles Mire e Andrew Fickle, hanno presentato la stampante chiamata Discov3ry Paste Extruder, proposta nel 2015 al costo di 379$ canadesi, (pari a 262€ ) e  capace di stampare materiali come salsa wasabi, pasta di legno, argilla, ceramica e Nutella.
Per quanto riguarda il settore della farmacologia, sono state sviluppate soluzioni che consentono la produzione di farmaci personalizzati. Un team di ricercatori di Preston (Gran Bretagna) ha realizzato una stampante 3D in grado non solo di produrre compresse identiche a quelle già esistenti, ma anche di creare farmaci personalizzati per ciascun paziente.

### Utilizzo casalingo
Esistono stampanti 3D in grado di soddisfare le esigenze più diverse, dalle applicazioni didattiche o hobbistiche, che utilizzano filamenti termoplastici, fino a quelle professionali — impiegate in prototipazione, architettura, ingegneria meccanica, medicina, oreficeria e altri settori — che dispongono di piani di stampa più ampi o di tecnologie avanzate come DLP e DLS, capaci di raggiungere elevati livelli di definizione.
Grazie a queste soluzioni, le piccole e medie imprese hanno la possibilità di accedere a tecnologie che fino a oggi erano utilizzate principalmente nella produzione industriale.

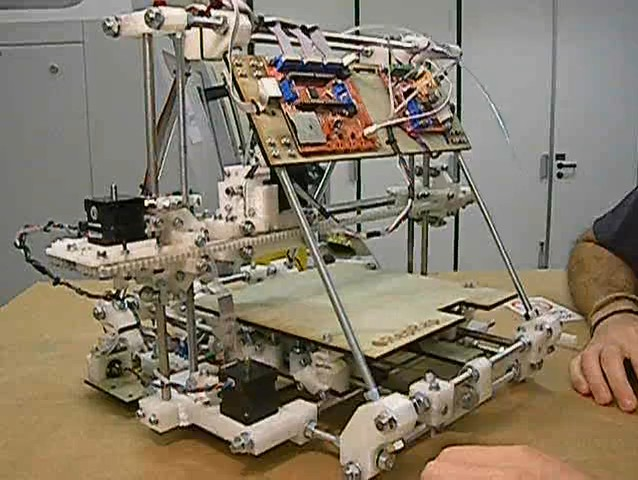
RepRap versione 2.0 (Mendel)

Sono stati compiuti diversi sforzi per sviluppare stampanti 3D adatte all’uso domestico e per rendere questa tecnologia accessibile a un ampio numero di utenti privati. Gran parte di questo lavoro è stata promossa e sostenuta da comunità di appassionati e precursori del settore do-it-yourself (fai-da-te), spesso in connessione con il mondo accademico.
RepRap è un progetto finalizzato alla realizzazione di una stampante 3D FLOSS, le cui specifiche complete sono distribuite sotto la GNU General Public License, capace di autoprodurre copie di sé stessa. Alla data di novembre 2010, la RepRap era in grado di produrre solo componenti in plastica, con ricerche in corso per estendere la stampa anche a circuiti stampati e parti in metallo. Negli anni successivi, nuove generazioni come la Hangprinter hanno ampliato le capacità tecnologiche, consentendo la stampa di materiali avanzati quali ceramica, cioccolato e polimeri conduttivi, e sono in corso sviluppi per l’integrazione diretta di circuiti elettronici durante la stampa.
La comunità globale RepRap continua a crescere, con forum attivi, eventi internazionali come il Rocky Mountain RepRap Festival e sviluppo di software open-source per la gestione dei modelli 3D. Nel 2025, RepRap rimane un punto di riferimento nella democratizzazione della stampa 3D, mantenendo i principi di apertura, collaborazione e innovazione che ne hanno guidato la nascita.
Un altro progetto di successo, che ha ereditato molti concetti dalla RepRap, è la Thing-o-Matic della MakerBot Industries. 
La Thing-o-Matic è stata la prima stampante 3D distribuita in kit di montaggio e diffusa su scala globale. Il modello Replicator della MakerBot ne sta progressivamente prendendo il posto; la Replicator ha ottenuto un grande successo, in particolare al CES di Las Vegas del 2012.
Anche in Italia sono state sviluppate diverse stampanti 3D, tra cui i modelli prodotti da Sharebot, la FABtotum, la Galileo di Kentstrapper, la Playmaker, caratterizzata da un volume di stampa più ampio, e la PowerWasp, realizzata da Wasp Project. Alcuni produttori hanno introdotto stampanti 3D a doppio estrusore, come la MakerBot Replicator 2X o, in Italia, la Sharebot Next Generation e la XYZ DaVinci 2.0. Il doppio ugello consente di stampare un modello utilizzando due filamenti differenti, permettendo l’uso di due colori diversi o l’impiego di un materiale di supporto rimovibile, che facilita la realizzazione di geometrie complesse.

### Utilizzo alimentare
La stampa 3D ha mostrato sin dalle prime fasi della sua evoluzione un forte interesse per il settore alimentare. Negli Stati Uniti sono stati aperti ristoranti dimostrativi in cui il cibo viene preparato esclusivamente mediante stampanti 3D. Tra gli alimenti prodotti vi sono cioccolato, zucchero, pizza, biscotti, pasta e verdure.
Il settore alimentare è rimasto in fermento anche negli anni successivi, e nel 2014 la Barilla ha manifestato l’intenzione di sviluppare una stampante 3D in grado di produrre paste con formati personalizzabili per qualsiasi ristorante. Alla fine dello stesso anno, Barilla ha organizzato un concorso al quale hanno partecipato oltre cinquecento designer, che hanno creato 216 modelli di pasta unici. I tre modelli vincitori, denominati "Rosa Pasta", "Vortipa" e "Lune", hanno ricevuto un premio di 800 € ciascuno.
A Cibus 2016, il Salone internazionale sulle ultime tendenze nel settore alimentare tenutosi a Parma, la Barilla ha presentato un nuovo prototipo di stampante 3D in grado di preparare pasta fresca. Il dispositivo utilizza ingredienti contenuti in cartucce, miscelando acqua e semola di grano duro per produrre direttamente la pasta. Il prototipo è concepito per un utilizzo sia domestico sia in ristoranti o aziende.
Nel 2019, Jonathan Blutinger, ricercatore della Columbia University, ha realizzato una stampante alimentare 3D in grado di cucinare il cibo utilizzando un laser.
Nel 2020, Selene Biffi e la società Fabb srl, guidata da Paolo Aliverti, hanno realizzato una stampante 3D per gelato, ispirata a un progetto sviluppato dal MIT nel 2014.
Nel 2021 sono state sviluppate tecnologie per la stampa 3D di alimenti a base vegetale, come il cosiddetto "pesce vegetale" e la "carne vegetale". Questi alimenti, detti anche "fake fish" e "fake meat", sono progettati per replicare il sapore e la consistenza della carne e del pesce tradizionali, pur essendo realizzati esclusivamente con ingredienti vegetali.

### Utilizzo nello spazio
Nel 2013 nasce il progetto AMAZE (Additive Manufacturing Aiming Towards Zero Waste and Efficient Production of High-Tech Metal Products; in italiano: Produzione efficiente di prodotti di metallo ad alta tecnologia con manifattura additiva attraverso "Spazzatura Zero"), un consorzio composto da 28 aziende con l’obiettivo di portare la stampa 3D nello spazio e consentire la produzione autonoma di pezzi di ricambio metallici, riducendo i costi e minimizzando gli sprechi.
Nonostante i progressi tecnologici, permangono diverse sfide nella produzione di componenti metallici di qualità industriale tramite stampa 3D. Tra queste vi sono il controllo della qualità e la riduzione dei difetti, come porosità e stress residui, che possono compromettere l’integrità dei pezzi. Vi sono inoltre limiti nella ripetibilità e nella consistenza dei materiali, oltre alla pressione sui costi dovuta alla crescente competizione tra produttori. La ricerca continua a puntare a migliorare l’affidabilità, la precisione e le prestazioni dei componenti metallici stampati in 3D, con l’obiettivo di renderli pienamente comparabili a quelli prodotti con metodi tradizionali.
Per quanto riguarda la tecnologia 3D Contour Crafting, la NASA sta valutando lo sviluppo di sistemi in grado di trasportare questo tipo di stampante su altri pianeti, con l’obiettivo di realizzare abitazioni in completa autonomia.
L'Agenzia Spaziale Europea (ESA) sta attualmente testando la costruzione di componenti satellitari mediante stampa 3D. In particolare, presso la Compact Antenna Test Facility a Noordwijk vengono condotti test su antenne radio destinate all’uso satellitare.
Sempre da parte dell'Agenzia Spaziale Europea (ESA), è in fase di studio l’invio di robot sulla Luna per la costruzione remota di basi lunari, in preparazione all’arrivo di equipaggi umani. Il progetto prevede l’utilizzo di moduli gonfiabili come supporto, combinati con robot in grado di trasportare e sinterizzare la sabbia lunare, creando uno strato protettivo esterno attorno ai moduli.
Nel novembre 2014, l'astronauta Samantha Cristoforetti ha portato a bordo della Stazione Spaziale Internazionale la stampante 3D POP3D (Portable On-Board Printer), con la quale è stato realizzato il primo oggetto stampato nello spazio. Il progetto, principalmente italiano, mira a studiare le potenzialità della tecnologia additiva per future applicazioni in ambito spaziale.

### Utilizzo edilizio
Dal 2016 sono in corso sperimentazioni su materiali e stampanti 3D specificamente rivolte al settore edilizio e architettonico. Tra i progetti più significativi vi sono quelli di Enrico Dini e della sua azienda D-Shape, che ha realizzato oggetti in pietra tramite stampa 3D, e quelli di WASP, azienda italiana pioniera nella stampa 3D, in grado di produrre oggetti in argilla.In Italia è stato realizzato il primo prefabbricato pieghevole a uso residenziale, il M.A.DI. (Modulo Abitativo Dispiegabile), eretto in sole sei ore a beneficio dei senzatetto in Abruzzo. Il 6 e 7 ottobre 2018 a Massa Lombarda è stata presentata la prima abitazione al mondo realizzata in terra cruda mediante stampa 3D. Nello stesso periodo, haus.me ha industrializzato la prima abitazione completamente autosufficiente dal punto di vista energetico, realizzata mediante stampa 3D.
Al di fuori dell'Italia, si sono registrati notevoli sviluppi soprattutto nella messa a punto dei materiali cementizi. In Cina, ad esempio, è stato possibile stampare dieci case in calcestruzzo in sole 24 ore. In California del Sud, grazie al progetto Contour Crafting, è stata ideata una stampante in grado di costruire una casa di 100 m2, completa di muri e solette. Sempre in Cina, nel 2015, l'azienda WinSun ha realizzato una villa di 1.100 m2 e un condominio di sei piani.
Il progetto Minibuilders, sviluppato dall'Istituto di Architettura Avanzata della Catalogna (IAAC) a Barcellona, consiste in una famiglia di piccoli robot mobili progettati per realizzare strutture architettoniche di grandi dimensioni tramite stampa 3D. Questi robot operano in modo autonomo e collaborativo, ciascuno con compiti specifici nelle diverse fasi della costruzione, permettendo la realizzazione di edifici direttamente in loco. La famiglia di robot Minibuilders comprende: Foundation Robot: utilizza sensori di tracciamento per seguire un percorso predefinito, depositando le prime dieci strati di materiale in un movimento a spirale continuo. Questo approccio consente un flusso costante del materiale e un aggiustamento graduale dell'altezza dell'ugello, ottimizzando la deposizione. Grip Robot: si aggancia alle strutture precedentemente stampate e prosegue la costruzione delle pareti e dei soffitti. Il suo ugello è in grado di spostarsi lateralmente, permettendo la creazione di pareti curve e l'installazione di travi per porte e finestre. Minibuilders Vacuum Robot: si attacca alla superficie stampata tramite un sistema di aspirazione e deposita ulteriori strati di materiale per rinforzare la struttura. È progettato per muoversi su superfici inclinate e applicare rinforzi in modo mirato, ottimizzando la resistenza strutturale. Tutti i robot sono dotati di sensori e sistemi di posizionamento locale che forniscono dati in tempo reale a un software personalizzato, consentendo il controllo preciso dei movimenti e della deposizione del materiale. Il materiale utilizzato è un marmo sintetico  a rapida indurimento, che permette una costruzione efficiente e resistente. Questo approccio modulare e mobile offre vantaggi significativi in termini di velocità, precisione e flessibilità nella costruzione, riducendo costi e sprechi. Inoltre, apre la possibilità di realizzare edifici in ambienti remoti o difficili da raggiungere, contribuendo a innovare il settore delle costruzioni.
Negli Stati Uniti è stata sviluppata una stampante 3D a forma di carroponte in grado di realizzare una casa di circa 75 m² in 24 ore con un costo stimato intorno ai 4 000 dollari Dopo la prima casa realizzata ad Austin nel 2018 è stata avviata la costruzione di 50 abitazioni per famiglie indigenti della città di Nacajuca A gennaio 2020 erano già completate le prime due unità di 47 m² ciascuna
L'industria edile e del cemento produce circa l'8% delle emissioni globali di CO₂ (tra 5 e 9% a seconda delle stime) La stampa 3D nel settore edilizio consente di ottimizzare l'uso del cemento realizzando forme complesse difficili da ottenere con tecniche tradizionali Esistono inoltre metodi per catturare la CO₂ e integrarla nel calcestruzzo migliorando sia la sostenibilità sia le prestazioni meccaniche del materiale

### Utilizzo in medicina
Nel settore medico la stampa 3D trova largo impiego soprattutto in combinazione con tecniche di imaging 3D Grazie a TAC risonanze magnetiche e altre tecnologie diagnostiche è possibile digitalizzare il paziente e modellare protesi o parti di organo perfettamente su misura riducendo tempi e costi In passato la produzione richiedeva stampi e lavorazioni meccaniche costose rendendo la personalizzazione delle protesi economicamente impegnativa Con la stampa 3D è invece possibile produrre protesi rapidamente e a costi contenuti
A Utrecht è stato effettuato il primo trapianto di cranio stampato in 3D a un paziente La calotta cranica è stata realizzata con una resina speciale tramite l'utilizzo di una stampante 3D Altri possibili impieghi della stampa 3D in medicina riguardano il supporto alle tecniche chirurgiche Ad esempio grazie alla ricostruzione tridimensionale del cuore di un bambino di 14 mesi un team specializzato è riuscito a pianificare e realizzare un intervento che prima sarebbe stato impossibile
All'Istituto Ortopedico Rizzoli di Bologna nel 2015 è stata effettuata la prima sostituzione al mondo di vertebre colpite da tumore con vertebre in titanio modellate sulla base delle rilevazioni tomografiche del paziente e stampate in 3D La stessa tecnica è stata applicata anche alla ricostruzione delle ossa del bacino colpite da tumori ossei.
In Brasile alla cerimonia di apertura dei Mondiali di Calcio 2014 un giovane paraplegico ha potuto calciare un pallone grazie a un esoscheletro controllato mentalmente Il componente centrale dell’esoscheletro il casco è stato realizzato mediante stampa 3D
Craig Gerrand chirurgo presso il Newcastle Upon Tyne Hospital NHS Trust ha eseguito per la prima volta al mondo un’operazione su un paziente affetto da tumore sfruttando la stampa 3D Al paziente era necessario rimuovere metà bacino per impedire la diffusione del tumore Grazie a una precisa ricostruzione in 3D del bacino e alla stampa di una protesi con polvere di titanio mediante stampante laser 3D è stato possibile realizzare e impiantare con successo la protesi di mezzo bacino.
Presso la Washington University of St. Louis è stato realizzato un arto robotico sfruttando la stampa 3D L’aspetto più rilevante riguarda i costi Una protesi tradizionale di questo tipo avrebbe avuto un prezzo superiore ai 6 000 $ pari a 4 380 € La stampa 3D ha permesso di realizzarla con un costo di circa 1 000 $ pari a circa 730 € riducendo di oltre l’80% la spesa per il paziente e rendendo più accessibile la tecnologia per chi necessita di arti artificiali personalizzati
Per quanto riguarda il trattamento dell'osteoartrite, la stampa 3D sta aprendo nuove prospettive un tempo impensabili. Il 27 aprile 2014, alla Experimental Biology Conference di San Diego, è stato presentato un sistema che permette la sostituzione delle parti articolari colpite dall'osteoartrite con cartilagine derivata da cellule staminali, modellata tramite stampanti 3D. Un caso analogo è avvenuto in Cina, dove una sessantaduenne colpita da metastasi ossee è stata sottoposta a un complesso intervento di ricostruzione pelvica: il tessuto osseo malato è stato sostituito con una protesi in titanio stampata in 3D.
Un altro esempio riguarda la ricostruzione facciale di un ragazzo vittima di un grave incidente: grazie a fotografie scattate prima dell’evento, è stato possibile ricostruire digitalmente i lineamenti del volto e successivamente stamparli in 3D, permettendo un intervento di ricostruzione molto più preciso e personalizzato.
Grazie alla stampa 3D, alcuni medici del St. Thomas' Hospital di Londra sono riusciti a salvare la vita a una bambina di due anni, Mina, nata con una malformazione cardiaca caratterizzata da un foro tra i ventricoli del cuore. Poiché il cuore della bambina era troppo piccolo per un intervento diretto, i medici hanno utilizzato la stampa 3D per creare una replica esatta del suo cuore. Questo modello ha permesso di pianificare e simulare l’operazione, studiando il modo ottimale per chiudere il foro e valutando le possibili reazioni del muscolo cardiaco. L’intervento chirurgico è stato eseguito con successo.
L'uso di stampanti 3D per ricreare gli organi dei pazienti potrebbe diventare uno strumento fondamentale per studiare e pianificare interventi chirurgici complessi, permettendo di riprodurre fedelmente la struttura degli organi prima di operare. In prospettiva futura, questa tecnologia potrebbe consentire la creazione di organi completamente artificiali: a titolo di esempio, l’azienda statunitense Organovo sta testando la stampa 3D di materiali organici per la riproduzione di organi umani.
La prima stampa di un cuore funzionante in 3D è avvenuta nel 2019, mentre nel 2024 sono stati ottenuti ulteriori miglioramenti nella struttura tissutale, con l’integrazione delle funzioni elettromeccaniche.

### Utilizzo nella ricerca scientifica e tecnologica
È stato attivato nel maggio 2013 un finanziamento di 125.000 dollari, pari a 93 750 €,  da parte dell’agenzia spaziale NASA all’impresa Systems and Materials Research Corporation per lo sviluppo di stampanti 3D per la produzione di cibo, mentre presso l’università di Oxford sono stati avviati progetti per la stampa di cellule umane..
L'utilizzo della stampa 3D con il caffè ha trovato applicazione in diversi settori, compreso quello edilizio, dove è stato sperimentato l’impiego di sabbia miscelata ai fondi di caffè per costruire strutture tramite stampa 3D.
La stampa 3D ha trovato applicazione anche nella realizzazione di dispositivi indossabili che non richiedono alimentazione e consentono di migliorare la diagnostica, raccogliendo dati da punti del corpo altrimenti difficilmente accessibili con i dispositivi tradizionali.

### In Italia
Il movimento della stampa 3D in Italia ha riscosso un grande successo e, nel secondo decennio del terzo millennio, sono nate numerose aziende legate a questa tecnologia. A marzo del 2015 si è svolto il primo evento italiano del settore alla Fiera di Milano, chiamato 3D Printing Hub e successivamente rinominato Technology Hub, che si è svolto fino al 2018. In seguito, la fiera di riferimento per il settore è diventata Mecspe a Parma, contestualmente all’apertura dei primi negozi specializzati, contribuendo a fare dell’Italia un hub europeo della stampa 3D. Diversi attori industriali presenti nel Paese vantano primati mondiali in termini di macchinari installati.

## Tecnologie di stampa 3D, struttura e i loro materiali di base

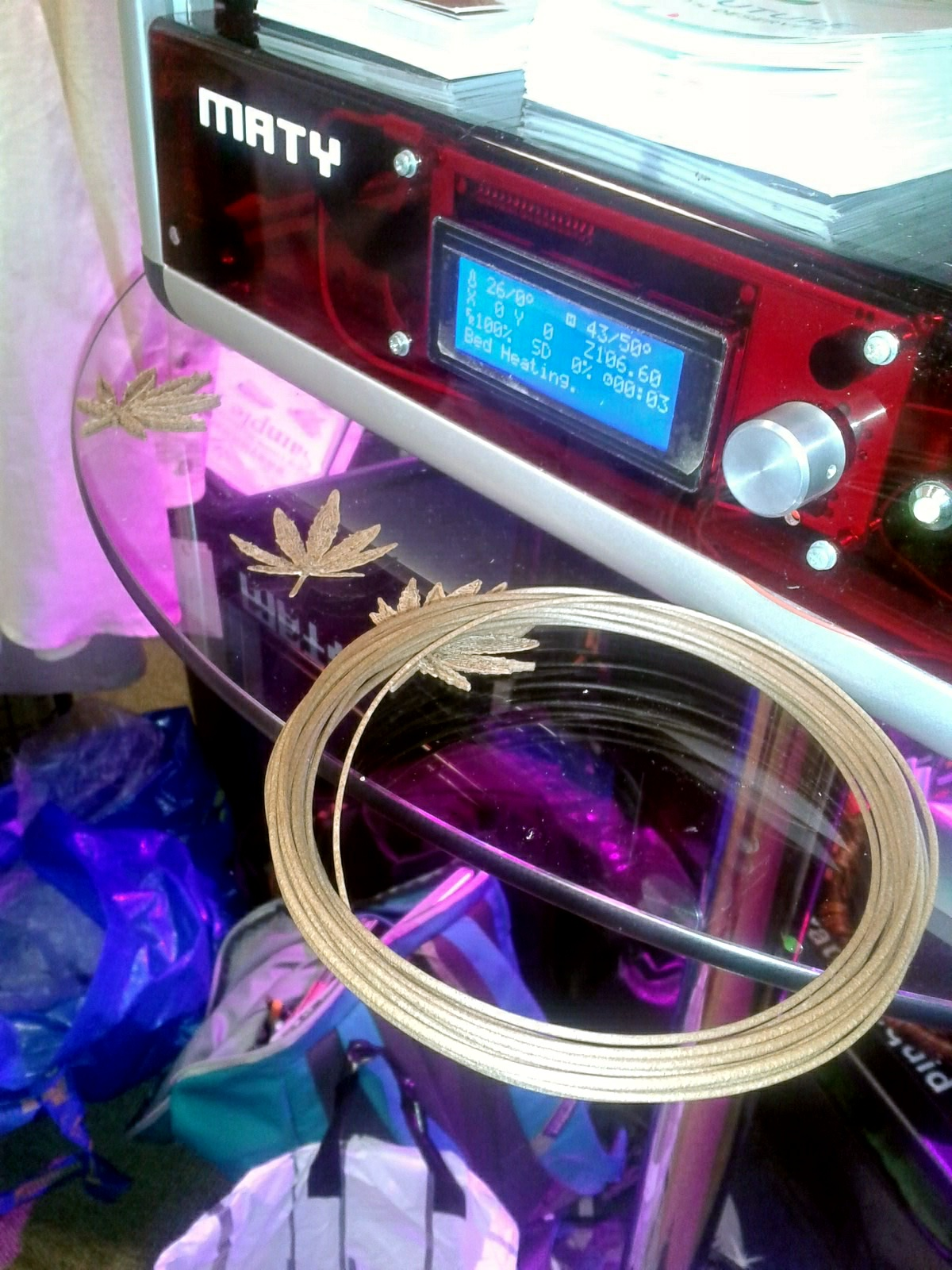
Stampa utilizzando un filamento derivato dalla canapa

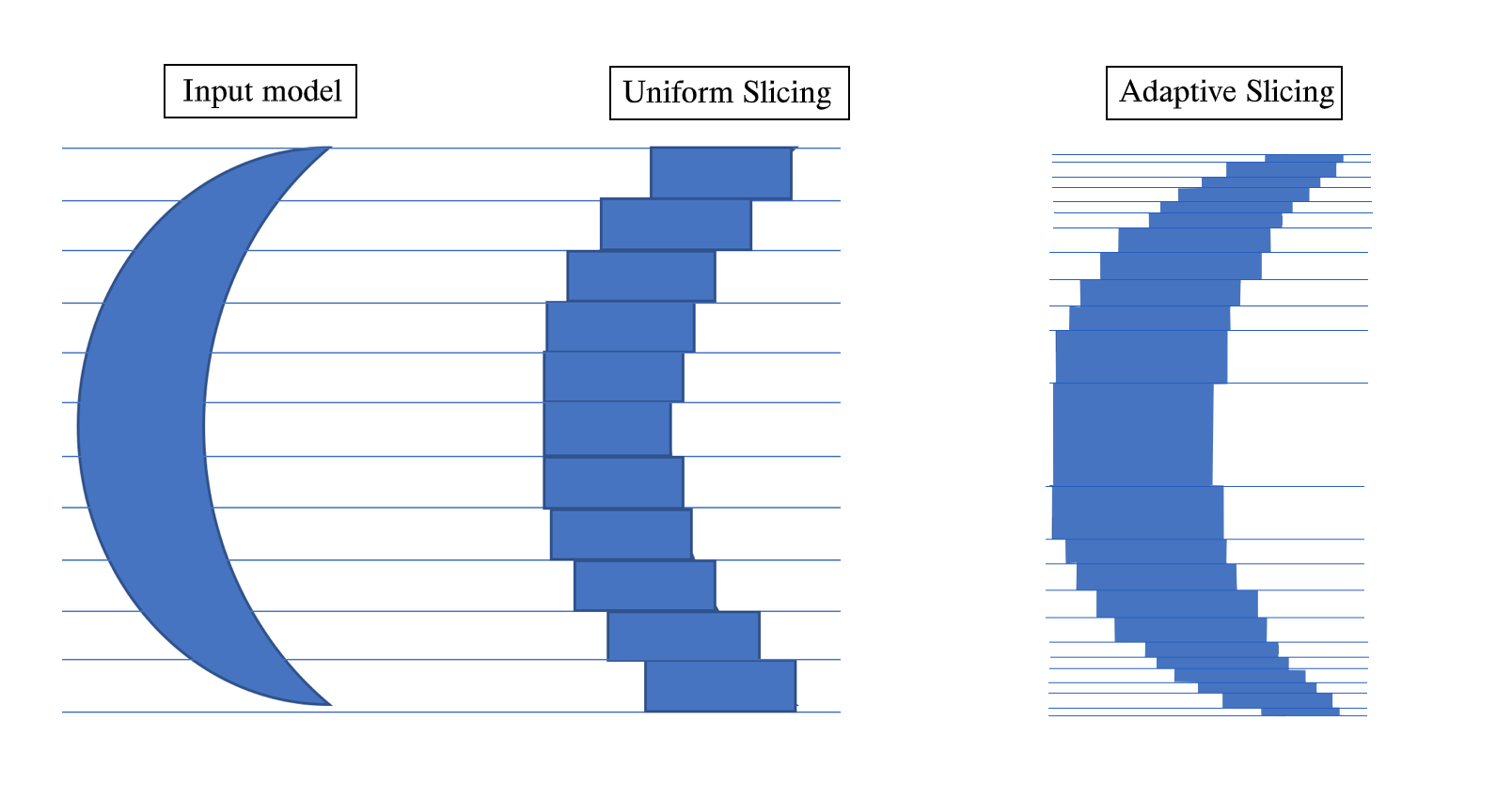
Esempio di un modello 3D a sinistra che può essere riprodotto con strati uniformi come visibile al centro o con strati adattativi come mostrato a destra

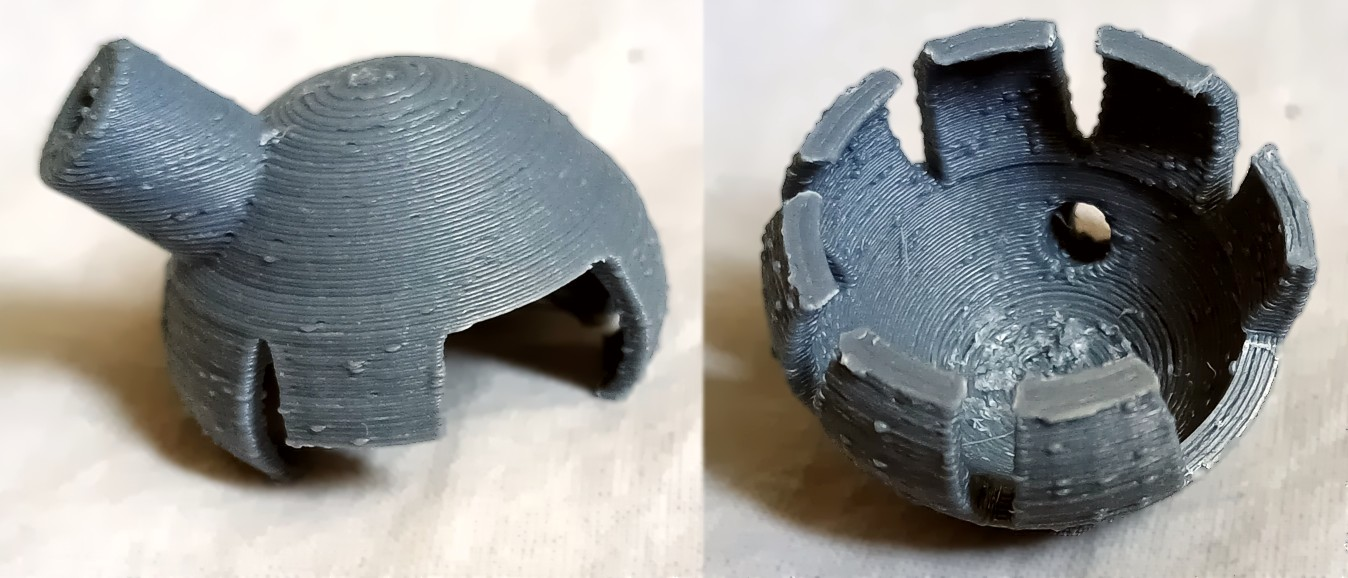
Difetto di adesione tra gli strati della stampa 3D con strati allineati sullo stesso piano che porta a punti più deboli e meno resistenti alle sollecitazioni meccaniche